# Amina Tyler

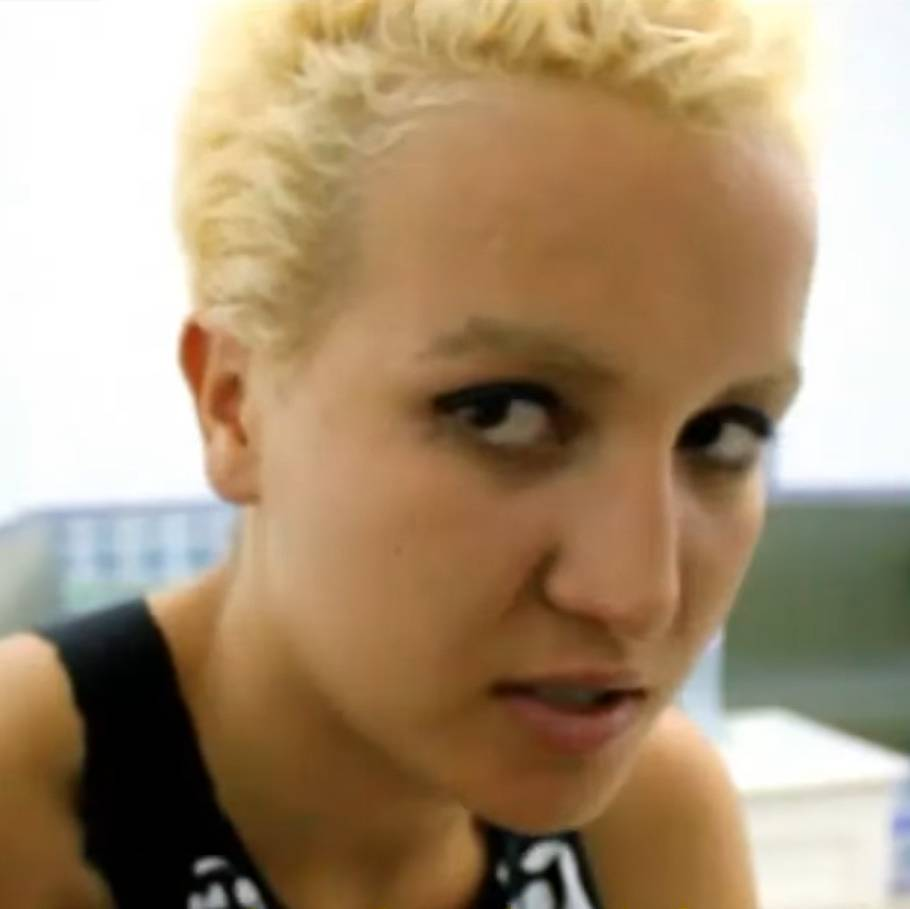
Amina Tyler (Videostandbild, 2013)

Amina Tyler (arabisch أمينة تيلر Amīna Tailar), mit bürgerlichem Namen Amina Sbouï (* 7. Dezember 1994) ist eine tunesische Feministin und ehemalige Femen-Aktivistin.

## Leben
Tyler ist die älteste von drei Geschwistern, ihr Vater ist der Arzt Mounir Sbouï, ihre Mutter ist Lehrerin.  Für fünf Jahre arbeiteten ihre Eltern in Saudi-Arabien. Während dieser Zeit lebte Tyler die ersten drei Jahre bei ihrer Großmutter und dann für zwei Jahre in einem Internat. Ihr Vater hatte sich nach dem arabischen Frühling in Tunesien zunächst für die Sozialisten engagiert, distanzierte sich jedoch später von ihnen, nachdem sie mit den Islamisten kooperierten.
Mounir Sbouï sagt über seine Tochter: „Amina war schon immer rebellisch. Immer hat sie die Benachteiligten verteidigt, die Frauen, die Freiheit. Sie hat mich viel leiden lassen, aber sie hat mich viel zum Nachdenken gebracht, zu vielen Träumen.“

## Erste Selbstporträts von Amina Tyler und die Folgen
Am 11. März 2013 veröffentlichte Amina Sbouï ein Selbstporträt mit nacktem Oberkörper auf ihrer Facebookseite, die sie „Femen – Tunisian Fanpage“ genannt hat. Auf ihren Körper hatte sie in Arabisch geschrieben: „Mein Körper gehört mir und ist nicht die Quelle von irgendjemandes Ehre“. Ein weiteres Selbstporträt mit nacktem Oberkörper zeigt die Aufschrift „Fuck your Morals“. Sie bezeichnet sich als Gründerin der tunesischen Femen-Sektion, wobei schon vor Tylers Engagement für Femen eine tunesische Femen-Gruppe existierte, über deren Verbleib nichts bekannt ist.
Dieses Foto war ein Skandal und rief starke Kontroversen innerhalb der tunesischen Gesellschaft hervor, die von der 2011 gewählten islamistischen Ennahda-Partei regiert wurde. Die Veröffentlichung des Fotos wirkte ähnlich wie die des nackten Selbstporträts von Aliaa Magda Elmahdy zwei Jahre zuvor in Ägypten. Tyler wurde daraufhin am 16. März in eine Sendung des Privatsenders Ettounsiya in die Talk-Show („Labes“) des bekannten Moderators Naoufel Ouertani eingeladen und verpixelt dargestellt. Sie äußerte dort, dass sie sich nicht aus sexuellen Gründen oben ohne zeigt, sondern um die Befreiung der Frau einzufordern. Dafür habe Tyler Todesdrohungen erhalten.
Der salafistische Prediger Adel Almi forderte einige Tage später in der gleichen Talkshow 100 Peitschenhiebe und den Tod von Tyler mittels Hinrichtung durch Steinigung, um solche Verhaltensweisen zu unterdrücken. Er gab damit quasi eine Fatwa ab. Beides entspricht nicht dem tunesischen Recht.
Amina Tyler habe laut Adel Almi durch das nackte Posieren Aufmerksamkeit auf sich ziehen wollen. Das bedeute, sie habe nichts mehr zu verlieren und wäre sich der Heiligkeit der Frau nicht mehr bewusst. Sie solle Drogentests und einer psychiatrischen Untersuchung unterzogen werden. Sofort danach wurde der Facebook-Account von Tyler gehackt und ihre Fotos entfernt. Ab dem nächsten Tag war Amina Tyler verschwunden. Die tunesische Menschenrechtsaktivistin Bochra Bel Haj Hmida konnte am 24. März kurz mit ihr telefonieren.
Für Amina Tyler setzte sich nun die feministische Schriftstellerin und Politologin Caroline Fourest ein. Die tunesische feministische Filmemacherin Nadia al-Fani veröffentlichte ein Solidaritäts-Selbstporträt mit offener Bluse und erhobenem Arm, auf dem »Für Amina« steht. Über die international bekannte iranische Menschenrechtlerin Maryam Namazie lief die Vernetzung der Unterstützung. Und es gibt eine online-Petition, in der die tunesische Regierung aufgefordert wird, „für die Sicherheit und Freiheit von Amina zu sorgen“.
Femen Germany nahmen Tylers Verschwinden zum Anlass, am 4. April in Berlin vor einer Ahmadiyya-Moschee oben ohne gegen Islamismus zu protestierten. Sie verwendeten mehrfach Tylers Slogan „Fuck your Morals“.
Tyler wurde in dieser Zeit von Angehörigen in einem Café gefunden und nach Hause gebracht. Ihr Cousin hat ihren Telefonchip kaputt gemacht und sie geschlagen. Sie wurde anschließend im Haus ihrer Großmutter in Kairouan abgeschottet. Dort wurde ihre Jungfräulichkeit überprüft, sie wurde täglich zum Imam gebracht, ihr wurde aus dem Koran vorgelesen. Sie floh von dort und kam bei Freunden unter. Einen Monat später tauchte Tyler wieder auf.
Im April 2013 kritisierte Tyler die Aktion von Femen. In Frankreich hatten Femen-Aktivistinnen vor der tunesischen Botschaft mit dem Slogan „Amina Akbar, Femen Akbar“ (dt. „Amina ist groß, Femen ist groß“) protestiert und mit verhülltem Gesicht eine schwarze Fahne verbrannt. Sie trug die der Aufschrift „Es gibt keinen Gott außer Gott und Mohammed ist sein Prophet“. Solche Fahnen werden von Salafisten benutzt. Tyler bewertet die Aktion als inakzeptabel, da sie nicht nur die Fundamentalisten, sondern alle Muslime beleidigt habe. Weiterhin störte sie die Verwendung ihres Namens als Aufschrift auf den Körpern der Aktivistinnen. Tyler befürchtete, dass sie dadurch als Urheberin der Aktion betrachtet wird. Trotzdem konstatierte sie zu diesem Zeitpunkt, dass sie bei den Femen bleiben wolle, „selbst wenn ich 80 werde, weil das wirkliche Feministinnen sind“.

## Amina Tylers Graffiti-Aktion und Verhaftung
Am 19. Mai 2013 versuchte Tyler, eine Aktion gegen den verbotenen Jahreskongress der militanten Salafistengruppe Ansar al-Scharia in Kairouan durchzuführen. Sie brachte das Graffito „Femen“ auf der Friedhofsmauer der Moschee Oqba-Ibn-Nafaa in der Nähe des Tagungsortes der Salafisten an. Dafür wurde sie von Passanten beschimpft und von der Polizei „zu ihrem Schutz“ inhaftiert.
Der Gouverneur von Kairouan, Abdelmajid Laghouan, behauptet hingegen, Tyler habe sich vor der Uqba-Moschee entkleidet. Der tunesische Innenminister schloss sich an und bezeichnete Tylers „unmoralischen Akte“ als „Außenseiterverhalten“, das in einer islamischen Gesellschaft nicht zu akzeptieren sei. Das Kairouaner Strafgericht wandelte am 21. Mai Tylers Festnahme in eine Untersuchungshaft wegen „Störung der Totenruhe“ und „unzüchtigem Verhalten“. Ihr drohten damit 2 Jahre Haft. Am 30. Mai und am 5. Juni 2013 fanden Gerichtsverhandlungen statt, bei denen Tyler zugegen war. Sie wurde in Handschellen und bis auf das Gesicht verhüllt vorgeführt. Sie wurde am 30. Juni zu einer Geldbuße von 300 Dinar (entspricht 140 Euro) wegen Tragens einer Waffe, einer Sprühdose mit Pfefferspray, verurteilt.
Tyler wurde wegen „Verletzung der guten Sitten“ angeklagt. Ein Verteidigerkollegium unter der Leitung von Radhia Nasraoui  übernahm Aminas juristische Verteidigung. Nasroui sieht in der Anklage verleumderische Anschuldigungen und Fälschungen. Während Amina Tyler in Haft sei, werden die Personen nicht zur Rechenschaft gezogen, die zum Mord an ihr aufgerufen haben. Auch die 20 Salafisten, die im September 2012 die amerikanische Botschaft in Tunis angegriffen hatten, sind auf Bewährung auf freiem Fuß. Diese Ungleichbehandlung beunruhigte Radhia Nasraoui sowie weite Teile der tunesischen Gesellschaft. Die Verhandlung wurde ohne einen neuen Termin vertagt.
Tyler ist nicht die einzige tunesische Atheistin, die 2013 verhaftet wurde und der drakonische Strafen drohten. Die Blogger Ghazi Beji und Jabbeur Mejri wurden zu siebeneinhalb Jahren Haft für das Posten von Karikaturen und Kommentaren über Mohammed verurteilt. Zu 2 Jahren Haft wurde der Rapper Alaa Yaacoubi aka Weld al 15 verurteilt. In der Folge gab es weitere Verhaftungen unter den Sympathisanten von Weld al 15, u. a. die französisch-tunesische Journalistin Hind Meddeb, die ein Unterstützungskomitee für ihn gegründet hatte. Der Vorwurf des tunesischen Staates an diese Personenkreise incl. Tyler ist der des „laizistischen Extremismus“.
Amina Tyler war zweieinhalb Monate lang in einem Gefängnis in Messadine inhaftiert. Sie lebte in einer Zelle zusammen mit anderen 20 Gefangenen. Sie empfing die Besuche eines Psychiaters und befolgte  seine Behandlungen. Sie bereue ihre Handlungen, sagt ein Cousin, der sie dort besucht hat. Femen habe „ihre psychischen Störungen ausgenutzt, um sie in eine Aktivistin der Organisation zu transformieren“.

## Solidaritätsaktionen mit der verhafteten Amina Tyler
Am 29. Mai 2013 demonstrierten drei Femen-Aktivistinnen aus Frankreich und Deutschland mit entblößten und beschrifteten Oberkörpern vor dem Justizpalast in der tunesischen Hauptstadt Tunis gegen die Inhaftierung von Amina Tyler.
Die drei Frauen wurden festgenommen und zwei Wochen später zu vier Monaten Haft wegen „Verstoß gegen die guten Sitten und Erregung öffentlichen Ärgernisses“ verurteilt. Am 7. Juni protestierte Femen vor dem Berliner Kanzleramt mit dem Slogan: „Merkel, free Femen – befreien Sie Femen!“ gegen das Gerichtsurteil. Am selben Tag traf Angela Merkel den tunesischen Ministerpräsidenten Ali Larajedh zu einem Mittagessen.
Am 26. Juni 2013 wurden die verhängten Haftstrafen im Berufungsverfahren zur Bewährung ausgesetzt. Die drei Femen-Aktivistinnen wurden von einer tunesischen Anwältin und dem Pariser Anwalt Patrick Klugman verteidigt. Letzterer argumentierte politisch, rief den Richter auf, auf die politischen Argumente von Femen zu hören, und mahnte die kürzlich erkämpfte Freiheitlichkeit der tunesischen Gesellschaft an. Der Richter entließ nach einem Verhandlungstag die drei Frauen auf Bewährung, obwohl er von Islamisten öffentlich unter Druck gesetzt wurde. Die drei Frauen konnten am Tag darauf Tunesien verlassen.
Tyler blieb weiterhin in Haft und wurde erst am 1. August 2013 überraschend aus der Untersuchungshaft entlassen.

## Kritik an der Femen-Solidaritätsaktion für Tyler, Tylers Positionierung und Auseinandersetzung
Die Solidaritätsaktion von Femen für Tyler vor dem Justizpalast in Tunis sowie der „International Topless Jihad Day“ rief vor allem unter Musliminnen weltweit eine Welle an Kritik hervor. Unter dem Motto „Muslimah Pride“ oder auch „Muslim Women against Femen“ bekannten sich Frauen explizit zum Islam und sprachen Femen das Recht ab, sie zu vertreten. Die Aktion von Femen wurde von muslimischen Feministinnen wie Kübra Gümüşay und Sofia Ahmed als kolonialistisch, paternalistisch und rassistisch kritisiert. An ihrer Argumentation wurde wiederum die fehlende Solidarität mit Amina Tyler kritisiert.
Tunesische Feministinnen wie z. B. Maya Jribi, ehemalige Generalsekretärin der Demokratischen Fortschrittspartei Tunesiens, verwiesen auf die jahrzehntelange feministische Tradition in Tunesien. Jribi setzt sich in der verfassungsgebenden Versammlung für die Erhaltung der Frauenrechte im zur Zeit von der islamistischen Partei Ennahda regierten Tunesien ein. Sie kritisierte die Aktionen wie auch die Argumentation von Femen, die mit ihrer Anschlussfähigkeit an islamistische Argumentationen („freizügiger verlotterter westlicher Lebensstil“) lokalen Feministinnen empfindlich in den Rücken fällt. Tunesische Feministinnen müssten nun den Diskurs wieder mühsam von einer Identitätsfrage auf Frauenrechte als soziale und politische Sachverhalte verschieben. Femen spielten so den Islamisten in die Hände, indem sie mit ihrem „Topless Jihad“ aus feministischer Emanzipation eine kulturell aufgeladene Identitätsfrage machten.
Auf die Kritik reagierten Femen unter anderem mit einer Erklärung, dass muslimische Kopftuchträgerinnen „Sklavinnen“ seien, die befreit werden müssten. Alexandra Shevchenko behauptete darüber hinaus, das Kopftuch sei vergleichbar mit einem Konzentrationslager und ihre muslimischen Kritikerinnen würden den Unterschied zwischen Freiheit und Unfreiheit nicht kennen und am Stockholm-Syndrom leiden.
Nach ihrer Entlassung aus der Haft am 20. August 2013 gab Amina Tyler bekannt, dass sie Femen verlässt, weil sie die Position und Aktionen der Gruppe als islamophob bewertet: „Ich möchte nicht, dass mein Name mit einer islamophoben Organisation in Verbindung gebracht wird“. Tyler monierte zu diesem Zeitpunkt wiederholt den Sprechchor „Amina Akbar, Femen Akbar“, den Femenaktivistinnen vor der tunesischen Botschaft in Frankreich intonierten, und die Verbrennung einer Tawhid-Flagge vor einer Pariser Moschee. Die Aktion habe viele Muslime und viele ihrer Freunde beleidigt.
Später fügte Tyler hinzu, dass Femen mit diesen Aktivitäten den Islamisten ein Geschenk gemacht haben. («C’était faire un cadeau aux islamistes.»)
Tyler kritisierte Femen dafür, dass sie sich in Vorbereitung ihrer Unterstützungsaktionen nicht mit Tylers Anwälten abgesprochen haben, wodurch ihr juristischer Fall noch schwieriger geworden sei. Aufgrund der Femen-Proteste vor dem Justizpalast in Tunis während ihrer Haft wurde sie zusätzlich wegen „krimineller Verschwörung“ belangt.
Dennoch dankte Tyler Femen für die Unterstützung, besonders den vormals inhaftierten Aktivistinnen.
Tyler monierte an Femen außerdem ihre undurchsichtige Finanzierung: „Was, wenn Israel sie finanziert? Ich möchte es wissen.“
Hannah Wettig bewertet diese Frage als „verschwörungstheoretisch“, „politisch schwer nachvollziehbar“ und „wirr“. Jedoch räumt sie ein, dass Tyler „Israel“ in ihrer Kritik an Femens stalinistisch-autoritärem Verhalten als Synonym für „obskur“ gebrauche. In arabischen Kontexten wäre eine solche Aussage analog zu dem in Europa gängigen geflügelten Wort, dass hinter undurchsichtigen Vorgänge die CIA stecke. Später differenzierte sie ihre Aussage so, dass sie nicht gewusst habe, woher das Geld für Femen kommt, ob aus den USA, aus Deutschland oder Israel. («J’ai seulement dit que je ne savais pas par qui elles étaient financées: les Etats-Unis, l’Allemagne ou Israël. Elles devraient publier leurs comptes pour faire cesser les doutes.»)
Femen reagierten ihrerseits auf den Austritt von Tyler mit dem Statement, die Gruppe habe sich von Tyler getrennt (und nicht Tyler von der Gruppe), und feiern die Aktion „Free Amina“ als erfolgreich. Tylers Kritik wird als „unehrlich“ und „islamistisch“ bewertet. Sie habe mit ihrer Kritik weltweit Tausende Frauen verraten, die sich ausgezogen haben, um sie zu unterstützen.
Femen-Mitglied Marguerite gab ihrerseits den Vorwurf, den Islamisten Futter gegeben zu haben, an Tyler zurück. («C’est dommage, avec ses déclarations, elle a donné de la "nourriture" aux islamistes, mais, pour nous, ça n’enlève rien au combat qui a été mené.»)

## Aktionen von Amina Tyler nach ihrer Trennung von Femen
Am 10. August 2013 veröffentlichte Amina ein zweites Selbstporträt. Sie zündet sich barbusig eine Zigarette an einem Molotow-Cocktail an, ihr Oberkörper ist beschriftet mit „We don‘t need your Dimocracy“ (fehlerhaftes engl. „Wir brauchen eure Demokratie nicht“) und dem Symbol für Anarchie in pink.
Tyler kooperiert seitdem mit der feministischen anarchistischen Gruppe „Feminist Attack“, deren Mitglieder sie schon vor ihrer Zeit bei Femen kannte.
Schon am 15. August 2013 hatte Amina Tyler an einer Aktion der Feminist Attack teilgenommen, bei der Farbeier an das Kulturministerium in Tunis geworfen worden waren. Diese Aktion war eine Solidaritätsbekundung mit dem Schauspieler Nasreddine Shili, der in der Woche zuvor ein Ei auf den Kulturminister Mehdi Mabrouk geworfen hatte.

## Amina Tyler in Frankreich
Amina Tyler, die hoffte, ihre Schulausbildung im Ausland fortsetzen zu können, hält sich seit dem 28. August 2013 in Frankreich auf, um das Baccalauréat abzulegen.
Tyler behauptete, in Paris am 6. Juli 2014 von 5 Männern sexistisch angegriffen worden zu sein. Diese hätten sie früh gegen 6 Uhr festgehalten, sie beleidigt, ihr Kopfhaar abgeschnitten, ihr die Augenbrauen abrasiert, ihr Vergewaltigung angedroht und sie gezwungen, aus dem Koran vorzulesen. Am 24. September 2014 räumte Tyler in einem Brief, der einen Tag später in der französischen Zeitung Libération veröffentlicht wurde, ein, den Angriff erfunden zu haben. Bereits im Juli 2014 waren Zweifel an ihrer Darstellung aufgetreten und gegen Tyler war ein Strafverfahren wegen falscher Verdächtigung eingeleitet worden.